# David Quéré
Pour les articles homonymes, voir Quéré.
David Quéré est un physicien français, directeur de recherche au CNRS à l'ESPCI Paris et professeur à l'École polytechnique, né en 1963 à Paris.

## Biographie
David Quéré est le fils de la théologienne protestante France Quéré et du physicien Yves Quéré.
Diplômé de l'ESPCI Paris (100e promotion), David Quéré effectue son doctorat à l'université Pierre-et-Marie-Curie sous la direction de Françoise Brochard-Wyart. Puis il rejoint le laboratoire de Pierre-Gilles de Gennes au Collège de France dans l'équipe de physique des fluides organisés. Il est actuellement chercheur à l'ESPCI dans le laboratoire de physique et mécanique des milieux hétérogènes ainsi qu'au laboratoire d'hydrodynamique de l'École polytechnique,. 
Il est professeur à Polytechnique depuis 2006, il enseigne également à l'École normale supérieure. Il est conseiller scientifique de Saint-Gobain depuis 1995 et de Procter & Gamble depuis 2002. Il est professeur invité au Massachusetts Institute of Technology en 2006.
Il participe à l'Exposition spécialisée de 2008 qui a pour terme « L'eau et le développement durable » avec Hervé Le Treut,.

## Travaux
- Superhydrophobie: l'équipe de David Quéré a expliqué le fonctionnement de l'effet lotus[8] et développe des surfaces texturées superhydrophobes[9].
- Impact de gouttes: David Quéré et son équipe travaillent sur le temps d'impact d'une goutte rebondissant sur une surface[10]. Il comprend également les phénomènes à l'origine de la formation de la pointe qui apparaît lorsqu'on verse un liquide dans un récipient[11] ou la production de bulles dans un fluide visqueux[12].
- Système microfluidique: David Quéré a compris la méthode de pêche des phalaropes qui utilise l'aspiration capillaire de leurs becs pour se nourrir. Ce système peut être transposé en microfluidique pour y guider des liquides passivement[13].

## Récompenses et distinctions
- 2014 : Médaille d'argent du CNRS[14]
- 2001 : Prix Ernest Déchelle de l'Académie des Sciences
- 2021 : Prix de dynamique des fluides de la Société américaine de physique

## Publications
- Pierre-Gilles de Gennes, Françoise Brochard-Wyart et David Quéré, Gouttes, bulles, perles et ondes, Belin, coll. « Échelles », 2002 [détail de l’édition] (ISBN 2701140552)
- David Quéré, Qu’est-ce qu’une goutte d’eau ?, Le Pommier, 2003 (ISBN 274650118X)